# Gregor Adlercreutz
|  | Hästsportsportalen |

Gregor Nils Henrik Adlercreutz, född 16 augusti 1898 i Livgardet till häst församling, Stockholm, död 3 juni 1944 i Strömsholm, Kolbäcks församling, Västmanlands län, var en svensk dressyrryttare.
Han blev olympisk bronsmedaljör i Berlin 1936.
Han var son till militären och ryttaren Nils Adlercreutz samt bror till journalisten Maud Adlercreutz.